# Salt del Torrent de Colljovà
El Salt del Torrent de Colljovà és un salt d'aigua del terme municipal de Monistrol de Calders, al Moianès.
Està situat en el terç final del recorregut del torrent de Colljovà, poc abans que aquest torrent arribi a la vinya del Mitjans i a la Balma dels Bucs i poc després de deixar enrere la Font de la Perdiu. Queda al sud-oest de la Pedrera de Coll Girant.